# ئی‌ام‌دبلیو
ئی‌ام‌دبلیو (انگلیسی: Eisenacher Motorenwerk) شرکت موتورسیکلت‌سازی آلمانی است، که در سال ۱۹۴۵ تأسیس شد.